# Allocosa martinicensis
Allocosa martinicensis là một loài nhện trong họ wolfspinnen (Lycosidae).
Loài này thuộc chi Allocosa. Allocosa martinicensis được Embrik Strand miêu tả năm 1910.